# Olenij
Olenij (rus. Остров Олений) je otok u Karskom moru samo nekoliko kilometara od obale, sjeverno od obale jednog od krakova Gidanskog poluotoka u sjevernom Sibiru. Prekriven je tundrom i močvarama. Dug je 53 km, a širok prosječno 27 km km, s površinom od 1197 km².
More koje okružuje otok Olenij zimi je prekriveno ledom, a čak i ljeti postoje brojne sante leda, tako da se često spaja s poluotokom Gydan u sibirskom kopnu, od kojeg ga dijeli uski, samo 2 km širok, tjesnac.
Otok Olenij administrativno pripada ruskom Jamalskonenečkm autonomnom okrugu koji je sjeverni dio  Tjumenjske oblasti. Olenij je također dio Velikog arktičkog državnog prirodnog rezervata, najvećeg prirodnog rezervata u Rusiji.
Ovaj otok ne treba brkati s drugim pojedinačnim otocima koji se nazivaju "Oleny" ili "Oleniy" (ruski: Ostrov Oleny ), od kojih se jedan nalazi u samom Karskom moru, u skupini Plavnikovije, dok su ostali u Barentsovom moru a u Bijelom moru.

## Susjedni otoci
- Uz jugozapadni vrh otoka Oleny nalaze se tri mala otoka poznata kao Otoci Prokljatje (eng. Проклятые острова) na 72° 15' sjeverne širine i 77° 05' istočne dužine.
- Otok Rovni nalazi se u blizini obale kopna, nekoliko kilometara istočno od otočja Prokljatje.